# Sant Salvador del Coll de l'Aguda
Sant Salvador del Coll de l'Aguda és una església romànica del municipi de Torà, a la comarca del Solsonès. És un monument protegit i inventariat dins el Patrimoni Arquitectònic Català

## Descripció

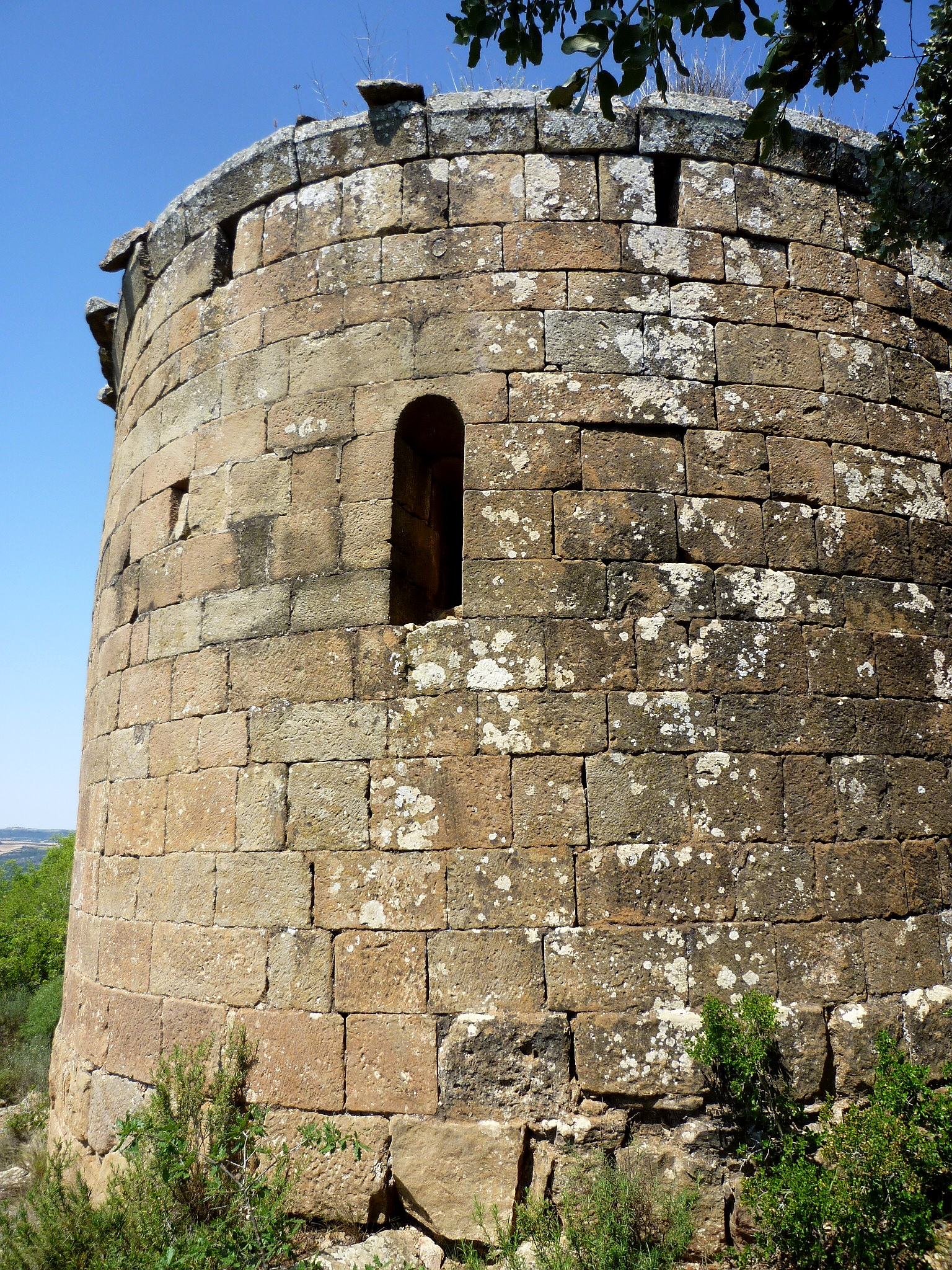
Absis

Ermita de planta rectangular d'una sola nau amb un absis semicircular molt pronunciat a llevant i restes d'un campanar d'espadanya d'un sòl ull a l'oest. Està orientada d'est a oest, tot i que accedim a l'interior d'aquesta a través d'una porta d'arc de mig punt dovellada que s'obre al mur de migjorn. A l'interior podem observar-hi una volta lleugerament apuntada i un presbiteri elevat amb un mur recte que tanca l'absis semicircular, per tal d'aprofitar-lo com a espai per a la sagristia. L'interior d'aquesta ermita, fins i tot la volta, es troba pintat de color blanc, a excepció d'una franja d'un metre que arrenca des de terra que està pintada de color gris. A la part de l'altar s'ha jugat amb el color celeste i el groc que simula les motllures d'una fornícula també pintada. Les úniques fonts de llum que il·luminen l'interior de l'ermita són: una finestra de dues esqueixades d'arc de mig punt monolític que es troba al centre de l'absis i una obertura en forma de creu al mur de ponent. A l'exterior podem observar el parament regular amb filades de carreus de pedra i una teulada a dues aigües.
Es troba a uns 400 metres de l'església de Santa Maria de l'Aguda en direcció a llevant. Una pista planera i en bon estat hi mena.

## Notícies històriques
A causa de la desamortització l'església es vengué per 80 pessetes a un pagès que utilitzà l'edifici com a magatzem de les eines de conreu. L'any 1856, es fan obres a l'església. De l'interior en quedaven només les parets nues. Es posen noves portes, seients, armaris i es forneix l'església de tot el parament litúrgic. Destaca la barana del presbiteri que costà 12 lliures, 2 sous i 13 diners. El dia 3 d'agost es beneeix la nova imatge de Sant Salvador. L'edifici també es restaurà després de la Guerra Civil. Actualment està sense culte.